# Ducato di Amalfi
La Repubblica di Amalfi, successivamente Ducato di Amalfi, fu uno stato medievale governato, tra il IX e il XII secolo, da una serie di duchi (in latino: duces), a volte chiamati dogi analogamente alla analoga Repubblica di Venezia. Insieme a Pisa, Genova e Venezia, è una delle quattro più note repubbliche marinare, le città marinare italiane che nel Medioevo gestivano i commerci internazionali. Pertanto, è presente con il proprio stemma nella bandiera della Marina militare italiana. Fu la più antica e, per due secoli, la più potente fra le repubbliche marinare.

## Storia

### Dall'egemonia di Napoli all'autonomia
Nell'839, contestualmente alla lotta fra Longobardi e Bizantini, la filobizantina Amalfi fu assalita ed espugnata dal longobardo principe di Benevento, Sicardo. In seguito poi alla tragica morte di questi ed alla violenta crisi di successione del Principato di Benevento conseguente, gli amalfitani si ribellarono riuscendo a scacciare il presidio longobardo.
Il 1º settembre 839, Amalfi ottenne l'autonomia amministrativa, sebbene sussistesse una formale dipedenza dal trono di Bisanzio tramite il Ducato di Napoli.
Agli inizi, ci fu un sistema di comites e praefecturii: i comites governavano per un anno, e talvolta in due o in tre, mentre i prefetti, preposti ai comites, restavano in carica più a lungo. Il prefetto Marino tentò d'istituire un regime dinastico, dapprima nominando come suoi coreggenti i suoi stessi figli, ma il tentativo fallì col suo successore.
Nell'849, Amalfi, facendo parte della Lega campana, partecipò con la sua flotta alla Battaglia di Ostia, tenutasi nell'estate, contro la flotta saracena.
Dopo quella vittoria inizia l'espansione del commercio amalfitano nel mare Mediterraneo.

### Amalfi diventa ducato

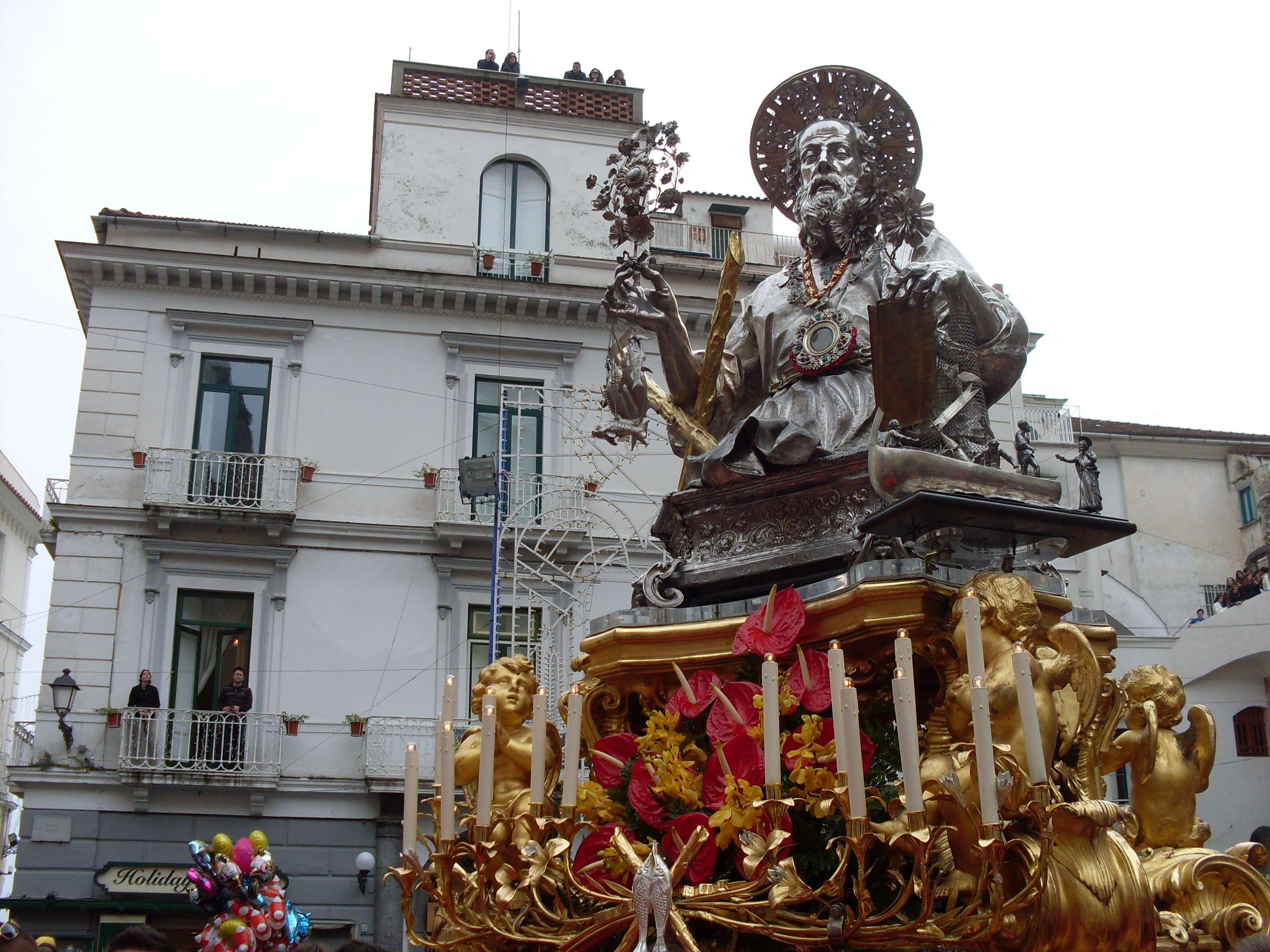
Sant'Andrea apostolo, patrono della Repubblica di Amalfi

Il periodo preducale ebbe termine nel 954, quando Mastalo II s'intitolò duca al raggiungimento della maggiore età, ma morì nel 958.
Il nuovo duca, Sergio I, fondò quindi una nuova dinastia, destinata a regnare ininterrottamente per i successivi 115 anni, tranne nel periodo 1039–1052, quando il Principe di Salerno s'annetté il Ducato di Amalfi.

### Amalfi sotto il dominio normanno
Amalfi fu infine conquistata da Roberto il Guiscardo, duca di Puglia nel 1073 e poco dopo suo figlio terzogenito, Guido venne nominato duca.
Ma Amalfi si ribellò due volte: la prima elesse il precedente principe di Salerno, Gisulfo, la seconda volta un membro della famiglia dei duchi di Napoli.
Nel 1131 Ruggero II di Sicilia sottomise definitivamente la città.

### Rapporti con Pisa
Amalfi, già dalla metà del XII secolo, aveva perso del tutto la propria autonomia politica, anche se continuava i propri scambi commerciali godendo di un'ampia (almeno in questo periodo) autonomia amministrativa.
Sotto la protezione del normanno Guglielmo, terzo Duca di Puglia, gli amministratori di Amalfi raggiunsero, nell'ottobre 1126, un proficuo accordo commerciale con Pisa per collaborare nella tutela dei comuni interessi nel Tirreno. Questo accordo era frutto di un'amicizia con la Repubblica toscana che durava ormai da decenni. Amalfi, però, non disponeva di un esercito proprio che proteggesse gli interessi dei commercianti amalfitani. Ecco perché non vediamo le navi di Amalfi molto spesso impegnate in azioni militari contro altre Repubbliche Marinare.
Infatti, fu proprio l'esercito di Pisa a rompere l'accordo con Amalfi e attaccare la città costiera il 4 agosto 1135 nel contesto della guerra che vedeva impegnati il pontefice Innocenzo II e il nuovo imperatore Lotario II (e con loro le Repubbliche di Genova e di Pisa) contro il normanno Ruggero II d'Altavilla che controllava il territorio di Amalfi. Quella guerra si concluse in favore di Ruggero II che vide riconosciuti i propri diritti sui territori dell'Italia meridionale. Amalfi perse anche la sua autonomia politica.

## Governanti di Amalfi

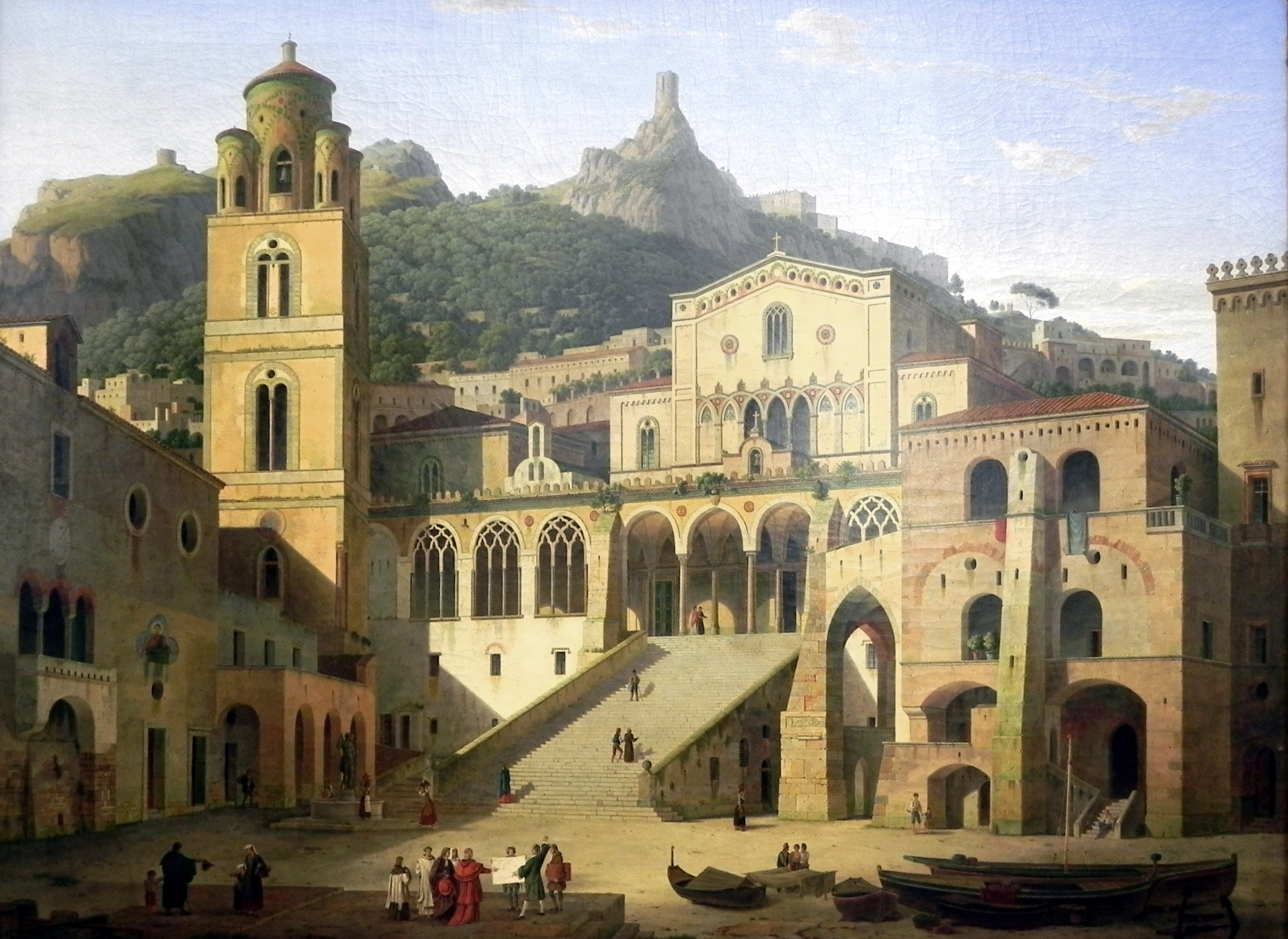
Il duomo di Amalfi riprodotto su un dipinto dall'artista Leo von Klenze.

### Prefetti della Repubblica di Amalfi
Cronotassi secondo Trojano Spinelli e Matteo Camera:
- 840-841 1° Prefetto, Pietro
- 841-841 2° Prefetto, Sergio (figlio di Costanzo o di Gregorio ?), (per pochi mesi)
- 841-842 3° Prefetto, Mauro

Cronotassi alternativa:
- 839–860 Marino

### Conti (Comites) della Repubblica di Amalfi
Cronotassi secondo Trojano Spinelli e Matteo Camera:
- 841-84? 1º Conte, Urso (figlio di Mauro)
- 84?-84? 2º Conte, Cunari
- 84?-84? 3º Conte, Sergio (figlio di Costantino)
- 84?-842 4º Conte, Pulcari (padre di Luciano, nonno di Marino)
- 842-843 5° Conti, Lupo & Giaquinto
- 843-844 6º Conte, Marino (o Mauro ?) (figlio di Luciano, nipote di Pulcari)
- 844-845 7° Conti, Urso & Sergio (o Fluro ?, o Giovanni ?)
- 845-846 8° Conti, Musco & Sergio
- 846-847 9° Conti, Leone (o Atranio ?) & Mauro (o Manno ?, o Tauro ?)
- 847-848 10° Conti, Lupino & Giovanni (o N... ?)
- 848-849 11° Conti, Mauro di Amalfi & Urso di Amalfi
- 849-850 12° Conti, Urso di Amalfi & Sergio di Amalfi (figlio di Marino di Amalfi, nipote di Luciano di Amalfi)
- 850-851 13° Conti, Tauro di Amalfi & Costantino di Amalfi (o Leone ?)
- 851-854 14º Conte, Sergio di Amalfi (figlio di Marino di Amalfi o di Gregorio ?, nipote di Luciano di Amalfi), Magister Militum
- 854-868 15° Conti, Marino di Amalfi (figlio di Luciano di Amalfi, nipote di Pulcari di Amalfi) & Sergio di Amalfi (figlio di Marino di Amalfi, nipote di Luciano di Amalfi)
- 868-8?? 16° Conti, Mauro di Amalfi (figlio di Mauro di Amalfi, nipote di Cunari di Amalfi) & Sergio di Amalfi (figlio di Pietro di Amalfi, nipote di Mauro di Amalfi)
- 8??-8?? 17° Conti, Buono di Amalfi & Giovanni di Amalfi
- 8??-8?? 18° Conti, Pantaleone di Amalfi & Urso di Amalfi
- 8??-8?? 19° Conti, Sergio di Amalfi (figlio di Marino di Amalfi, nipote di Luciano di Amalfi) & Giovanni di Amalfi
- 8??-8?? 20° Conti, Marino di Amalfi & Guaimario di Amalfi & Giovanni di Amalfi
- 8??-8?? 21° Conti, Urso di Amalfi & Sergio di Amalfi & Mansone di Amalfi
- 8??-8?? 22º Conte, Sergio di Amalfi (figlio di Gregorio di Amalfi)
- 8??-872 23° Conti, Vitale di Amalfi & Sergio di Amalfi & Mauro di Amalfi
- 872-873 24º Conte, Sergio di Amalfi & Mauro di Amalfi
- 873-874 25° Conti, Urso di Amalfi Seniore (figlio di Marino di Amalfi, nipote di Cunari di Amalfi), (per 3 mesi)
- 873-874 26° Conti, Urso di Amalfi Seniore (figlio di Marino di Amalfi, nipote di Cunari di Amalfi) & Sergio di Amalfi, (per 3 mesi)
- 874-874 27º Conte, Urso di Amalfi Seniore (figlio di Marino di Amalfi, nipote di Cunari di Amalfi), (per 20 giorni)
- 874-874 28º Conte, Urso di Amalfi Galastico (o Gabastensis ?) (figlio di Giovanni di Amalfi, nipote di Salvo Romano Vitale), (per 6 mesi)
- 874-877 29º Conte, Marino di Amalfi (figlio di Luciano di Amalfi, nipote di Pulcari di Amalfi)
- 877-881 30° Conti, Marino di Amalfi (figlio di Luciano di Amalfi, nipote di Pulcari di Amalfi) & Pulcari di Amalfi (figlio di Marino di Amalfi, nipote di Luciano di Amalfi)
- 881-888 31º Conte, Pulcari di Amalfi (figlio di Marino (di Amalfi), nipote di Luciano di Amalfi)
- 888-889 32° Conti, Sergio di Amalfi Senior (figlio di Sergio de Deodato di Amalfi o di Leonato ?) & Pietro di Amalfi vescovo (figlio di Urso di Amalfi, nipote di Pietro di Amalfi, pronipote di Pancale di Amalfi)
- 889-892 33º Conte, Sergio di Amalfi Senior (figlio di Sergio de Deodato di Amalfi o di Leonato ?)
- 892-892 34º Conte, Manso di Amalfi (o Marco ?) (figlio di Lupino di Amalfi, nipote di Turco di Amalfi, pronipote di Mauro di Amalfi, nipote di parte di madre di Sergio di Amalfi Senior), (per 18 giorni)
- 892-898 35º Conte, Marino di Napoli (figlio di Leone di Napoli, nipote di Marino di Napoli)
- 898-898 36º Conte, Leone di Napoli (figlio di Marino di Napoli, nipote di Leone di Napoli)

Cronotassi alternativa:
- 860 Sergio (I)
- 860 Mauro
- 866–c.870 Marino, di nuovo
- 866–879 Pulcario
- 879–898 Stefano
- 898–914 Mansone I
- 914–953 Mastalo I
  - 920–931 Leone
  - 939–947 Giovanni (I)
- 953–957 Mastalo II

### Duchi (Duces) o Dogi del Ducato di Amalfi
Cronotassi secondo l'Enciclopedia Treccani:
- 957–958 Mastalo II
- 958–966 Sergio I (II)

Stati presenti in Campania
(1000 circa)

- 966–1004 Mansone I (II), anche Principe di Salerno (981–983)
  - 984–986 Adelferio, in opposizione a Mansone
- 1004–1007 Giovanni I (II), anche Principe di Salerno (981–983)
- 1007–1028 Sergio II (III)
- 1028–1029 Mansone II (III) con
  - 1028–1029 la madre Maria di Capua
- 1029–1034 Giovanni II (III)
- 1034–1038 Mansone II (III), ancora con Maria
- 1038–1039 Giovanni II (III), ancora con Maria
- 1039–1052 Guaimario I, anche Principe di Salerno (1027–1052)
  - 1043–1052 Mansone II (III), di nuovo
  - 1047–1052 Guaimario II, figlio, insieme con suo padre
- 1052–1069 Giovanni II (III), di nuovo
- 1069–1073 Sergio III (IV)
- 1073–1073 Giovanni III (IV)

Cronotassi secondo: Trojano Spinelli, Saggio di tavola cronologica de' principi e più raguardevoli ufficiali che anno signoreggiato, e retto le Provincie, che ora compongono il Regno di Napoli, dalla seconda venuta de' Longobardi in Italia fino, che quelle Terre furono da' Normanni della Puglia conquistate, Giuseppe Bisogni, Napoli, 1762;
Matteo Camera, Istoria della Città costiera di Amalfi in due parti divisa, Stamperia e Cartiera del Fibreno, Napoli, 1836.
- 892-908 1º Duca, Mansone I di Amalfi o Fusculo (figlio di Leone di Amalfi, nipote di Urso di Amalfi)
- 908-913 1º e 2º Duca, Mansone I di Amalfi (o "Fusculo") (figlio di Leone di Amalfi, nipote di Urso di Amalfi) & Mastalo I (o Mastaro, Mastolo) (figlio di Mansone I di Amalfi, nipote di Leone di Amalfi
- 913-928 2º Duca, Mastalo I (o Mastaro, Mastolo) (figlio di Mansone I di Amalfi, nipote di Leone di Amalfi
- 926-948 2º e 3º Duca, Mastalo I (o Mastaro, Mastolo) (figlio di Mansone I di Amalfi, nipote di Leone di Amalfi & Giovanni I di Amalfi (figlio di Mastalo I, nipote di Mansone I di Amalfi)
- 948-952 4º e 5º Duca, Androsa (moglie di Mastalo I e madre di Mastalo II "Minore") & Mastalo II "Minore" (figlio di Mastalo I, nipote di Mansone I di Amalfi)
- 952-959 6º Duca, Sergio I (figlio di N., nipote di Sergio di Amalfi, pronipote di Musco di Amalfi), (per 7 anni e 6 mesi)
- 959-963 7º Duca, Mansone II di Amalfi (figlio di Sergio I, nipote di N.)
- 963-963 8º Duca, Alfeno (figlio di Sergio I, nipote di N.), (per 1 anno e 9 mesi)
- 963-981 9º Duca, Mansone I di Amalfi (figlio di Sergio I, nipote di N.)
- 981-1000 9º e 10º Duca, Mansone I di Amalfi (figlio di Sergio I, nipote di N.) & Giovanni I "Petrella" (figlio di Mansone I di Amalfi, nipote di Sergio I)
- 1000-1004 10º Duca, Giovanni I "Petrella" (figlio di Mansone I di Amalfi, nipote di Sergio I)
- 1004-1016 11º Duca, Sergio II di Napoli (figlio di Giovanni di Napoli)
- 1016-1019 11º e 12º Duca, Sergio II di Napoli (figlio di Giovanni di Napoli) & Giovanni II (figlio di Sergio II di Napoli, nipote di Giovanni di Napoli)
- 1019-1032 12º Duca, Giovanni II (figlio di Sergio II di Napoli, nipote di Giovanni di Napoli)
- 1032-1035 12º e 13º Duca, Giovanni II (figlio di Sergio II di Napoli, nipote di Giovanni di Napoli) & Sergio III (figlio di Giovanni II, nipote di Sergio II di Napoli)
- 1035-1039 14º e 15º Duca, Maria (moglie di Sergio II di Napoli, madre di Mansone III di Amalfi) & Mansone III di Amalfi (figlio di Sergio II di Napoli, nipote di Giovanni di Napoli), (per 4 anni e 6 mesi)
- 1039-1039 16º Duca, Giovanni II (figlio di Sergio II di Napoli, nipote di Giovanni di Napoli)
- 1039–1045 Guaimario IV di Salerno (Guaimario III di Salerno e di Gaitelgrima di Benevento)
- 1007-1026 9º Duca, Sergio V (figlio di Giovanni Petrella), (con un breve periodo di ducato col padre)
- 1026-1034 10° Duchi, Giovanni II (figlio di Sergio V) & Sergio VI (figlio di Giovanni III)
- 1034-1038 11° Duchi, Mansone III di Amalfi (fratello di Giovanni III) & Maria di Amalfi (moglie di Sergio V e madre di Mansone II di Amalfi)
- 1038-1039 12º Duca, Giovanni III (figlio di Sergio V)
- 1039-1052 13º Duca, Mansone III di Amalfi (fratello di Giovanni III), (dopo che Guaimario IV, Principe di Salerno occupa il Ducato di Amalfi)
- 1052-1069 14º Duca, Giovanni III (fratello di Giovanni III)
- 1069-1073 15º Duca, Sergio VI (figlio di Giovanni III), (con un breve periodo di ducato col padre)

### Duchi (Strategoti) normanni del Ducato di Amalfi
Cronotassi secondo: Trojano Spinelli, Saggio di tavola cronologica de' principi e più raguardevoli ufficiali che anno signoreggiato, e retto le Provincie, che ora compongono il Regno di Napoli, dalla seconda venuta de' Longobardi in Italia fino, che quelle Terre furono da' Normanni della Puglia conquistate, Giuseppe Bisogni, Napoli, 1762; Matteo Camera, Istoria della Città costiera di Amalfi in due parti divisa, Stamperia e Cartiera del Fibreno, Napoli, 1836.
- 1073-1088 1º Duca, Roberto Guiscardo, Duca di Puglia
- 1088-1089 2º Duca, Gisulfo, Principe di Salerno
- 1089-1096 3º Duca, Ruggero Borsa, Duca di Puglia
- 1096-1101 4º Duca, Marino Sebaste
- 1101-1111 5º Duca, Ruggero Borsa, Duca di Puglia
- 1111-1127 6º Duca, Guglielmo (figlio di Ruggiero)

Cronotassi alternativa:
- 1073-1088 1º Duca, Guido d'Altavilla
- 1088-1089 2º Duca, Gisulfo, in precedenza già Principe di Salerno (1052–1078)
- 1089-1096 3º Duca, Guido d'Altavilla
- 1096-1100 4º Duca, Marino Sebaste
- 1100-1108 5º Duca, Guido d'Altavilla

### Duca di Amalfi nel Regno di Napoli
Il titolo di Duca di Amalfi fu riutilizzato nel Regno di Napoli dal tardo XIV secolo:
- 1398–1405 1º Duca, Venceslao Sanseverino, 3º Conte di Tricarico e Chiaromonte, 1º Duca di Venosa
- 1405–1438 2º Duca, Giordano Colonna
- 1438–1459 3º Duca, Raimondo II del Balzo Orsini, Principe di Salerno
- 1461–1492 4º Duca, Antonio Maria Todeschini Piccolomini d'Aragona
- 14??–1498 5º Duca, Alfonso I Todeschini Piccolomini
- 1498–1559 6º Duca, Alfonso II Todeschini Piccolomini
- 1559–1575 7º Duca, Cesare I Gonzaga
- 1575–1584 8º Duca, Alfonso III Piccolomini
- 1584–1632 9º Duca, Ferrante II Gonzaga
- 1632–1656 10º Duca, Ottavio Piccolomini
- 1656–1673 11º Duca, Enea Silvio Piccolomini

### Duca di Amalfi nel Regno di Spagna
Il titolo di Duque de Amalfi fu ricreato nel Regno di Spagna in due circostanze:
- da Filippo IV di Spagna, nel 1642, per Ottavio Piccolomini; titolo estinto nel 1656 in seguito alla sua morte senza discendenti.
- riabilitazione da parte di Alfonso XIII di Spagna, nel 1902, per Fulgencio Fuster y Fontés. L'attuale duca è, dal 2004, Íñigo Seoane García.

## Gli organi di governo

### Il duca o doge
All'inizio dell'anno civile, il 1º settembre, avveniva l'elezione dei Duchi, da cui venne retta la Repubblica di Amalfi e nello stesso giorno il Duca aveva la facoltà di promulgare leggi e decreti con la formula per hoc nostrum preceptum.
La Repubblica di Amalfi, costituitasi nell'839, venne dapprima retta da conti (comites) eletti annualmente il 1º settembre e poi, a partire dal 957, da duchi (duces), che associarono al potere il figlio primogenito, trasformando la repubblica in un ducato ereditario; infine, dopo la conquista normanna (1131) da magistrati di nomina regia (strategoti).
L'investitura del Duca aveva luogo nell'atrio della chiesa palatina di San Salvatore de Birecto di Atrani con la consegna della clamide e del berretto, simbolo del potere ducale. Nel cortile del San Salvatore avveniva anche, nel periodo preducale, l'investitura dei comites e successivamente, in età angioina, si riunivano i Parlamenti costituiti dal 1266 dai sindaci delle città costiere annualmente eletti. L'investitura era proclamata dall'Arcivescovo di Amalfi.

## La legislazione

### Consuetudines Civitatis
Le Consuetudines Civitatis, raccolta di leggi trascritte solo nel 1274, regolavano i rapporti giuridici all'interno del Ducato.

### Tavole amalfitane
Le Tavole amalfitane erano un codice marittimo, redatto ad Amalfi attorno all'XI secolo. Si tratta del più antico statuto marittimo italiano, adoperato in tutta l'area del mar Mediterraneo fino al XVI secolo. In esse sono delineati i diritti e i doveri dell'equipaggio di una imbarcazione, si affronta il problema dell'assistenza dei marinai infortunati o ammalati e quello di come agire in situazioni di emergenza, come gli assalti di pirati; si affrontano inoltre le questioni relative ai noli e si stabiliscono i diritti e i doveri degli armatori. Il successo e la diffusione delle Tavole Amalfitane sono dovuti al loro equilibrio e alla loro capacità di prevenire le frodi e rendere difficili le interpretazioni capziose. Il testo delle Tavole è giunto sino ai giorni nostri tramite copie manoscritte. Nel 1929 il governo italiano comprò dall'Austria una di queste copie (in passato di proprietà del doge veneziano Marco Foscarini), per poi consegnarla ad Amalfi; il documento è tuttora conservato nel museo civico all'interno del palazzo comunale della città.

## La moneta
Il tarì di Amalfi, diffuso in tutto il Mediterraneo negli scambi commerciali, è stato per secoli l'unità monetaria ufficiale di Amalfi. La moneta aveva origine dall'analoga moneta araba. Nella zona della città, vicino alla spiaggia, c'era una piazza dove operavano i cambiavalute e i firmatari delle banche fiorentine e senesi.
Ad Amalfi circolavano altre valute tra cui il soldo bizantino, il più comune, che aveva un valore di 4 tarì.
La zecca di Amalfi cessò la sua attività nel 1220 quando Federico II la chiuse.

## Le rotte commerciali

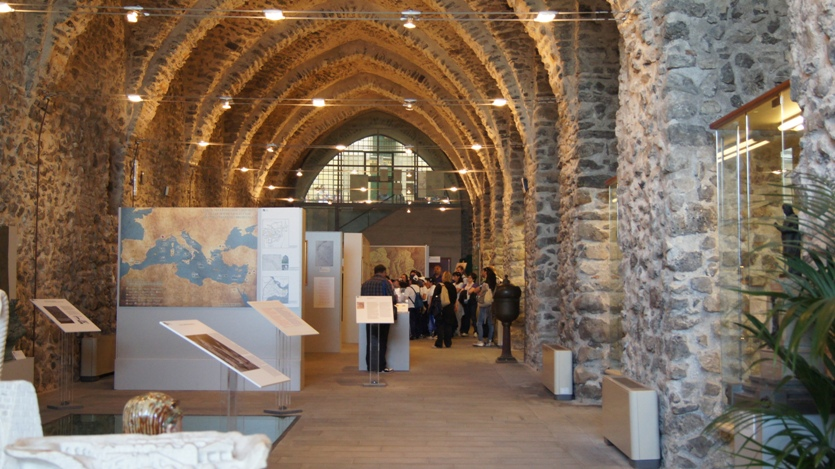
Interno dell'arsenale di Amalfi (XI secolo), il cantiere navale dell’Antica Repubblica, ora sede dell'omonimo museo

In meno di due secoli il Ducato di Amalfi diviene la maggiore potenza commerciale e militare del basso Tirreno, ed Amalfi «la più prospera, nobile ed illustre città della Longobardia» come ebbe a dire il viaggiatore arabo Ibn Hawqal nel 977, importantissimo centro cosmopolita ove secondo Guglielmo di Puglia (fine XI sec.) «… abitavano i migliori navigatori del tempo ed in cui giungevano mercanti provenienti da tutte le parti del mondo allora conosciuto…». Alla base delle sue fortune il legname di cui all'epoca erano ricchissime le montagne costiere.
Materia prima per la costruzione dei mercantili, il legname a un tempo costituiva preziosissima merce di scambio con i paesi arabi e africani. Le navi amalfitane cariche di legna partivano alla volta dell'Africa Settentrionale ove scambiavano la loro merce con l'oro proveniente dalle miniere poste nel cuore dell'Africa. Poi sulle coste siriaco-palestinesi e dell'Asia Minore cambiavano l'oro con pietre preziose, avorio, manufatti di oreficeria, spezie, sete e stoffe preziose che poi riportavano in patria e a Roma, Ravenna, Pavia e nelle maggiori città italiane.
Amalfi fonda colonie e centri di rappresentanza ad Alessandria d'Egitto, a Tunisi, a Cipro, a Bisanzio, perfino in India. A Monte Athos in Grecia fonda un monastero, a Gerusalemme un grandioso ospedale capace di oltre 1000 posti letto, retto dai frati Ospedalieri di San Giovanni, oggi noto come Ordine dei Cavalieri di Malta.

## Le produzioni tipiche
La principale risorsa del ducato era il legname. Produzioni di rilievo erano, come oggi, la Carta di Amalfi e il Limone Costa d'Amalfi.

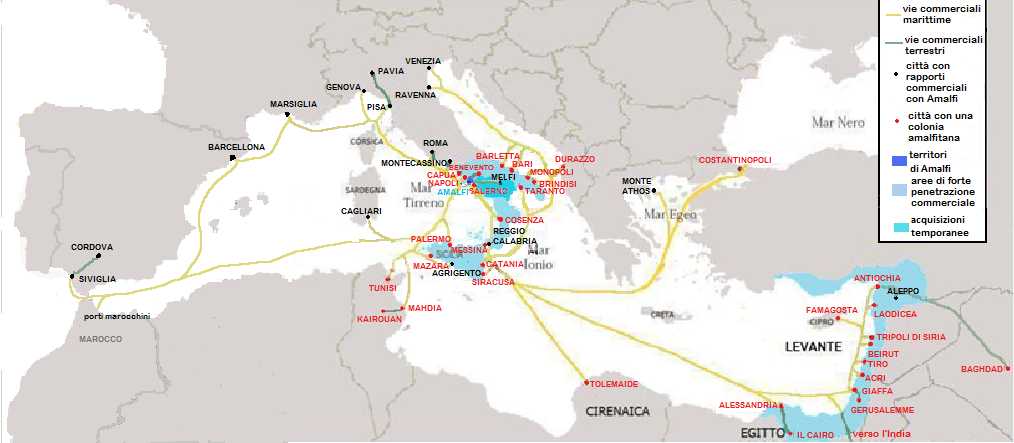
Espansione di Amalfi al momento del suo apogeo